# Zweden op het Eurovisiesongfestival 1993
Melodifestivalen 1993 was de tweeëndertigste editie van de liedjeswedstrijd, die de Zweedse deelnemer voor het Eurovisiesongfestival oplevert.

## Uitslag
| Nr. | Artiest             | Liedje                 | Producers                               | Punten | Plaats |
| --- | ------------------- | ---------------------- | --------------------------------------- | ------ | ------ |
| 1   | N.E.O.              | Högt i det blå         | Dan Ådahl                               | -      | -      |
| 2   | Monica Silverstrand | Vågornas sång          | Per Andréasson, Anders Dannvik          | 8      | 5e     |
| 3   | Lena Pålsson        | Sjunde himlen          | Stephan Berg                            | 13     | 4e     |
| 4   | Fredrik Swahn       | På vingar av kärlek    | Kjell-Åke Norén                         | -      | -      |
| 5   | Nick Borgen         | We Are All the Winners | Nick Borgen                             | 42     | 2e     |
| 6   | Christer Björkman   | Välkommen till livet   | Mikael Bolyos, Örjan Strandberg         | -      | -      |
| 7   | Pernilla Emme       | I dina ögon            | Per Andréasson,Anders Dannvik           | 28     | 3e     |
| 8   | Richard Carlsohn    | Ge mig din hand        | Martin Klaman, Hans Skoog               | -      | -      |
| 9   | Tina Leijonberg     | Närmare dig            | Ingela 'Pling' Forsman, Håkan Mjörnheim | -      | -      |
| 10  | Arvingarna          | Eloise                 | Gert Lengstrand, Lasse Holm             | 56     | 1e     |

## Televoting
Nadat de regionale jury's vijf liedjes hadden geselecteerd voor de finale mochten de regionale tv-kijkers hun winnaar kiezen via regionale televoting. Alhoewel de televoting geen succes bleek te zijn en werd afgeschaft, werd het weer ingevoerd in 1999.
| aantal stemmen en punten | aantal stemmen en punten | aantal stemmen en punten | aantal stemmen en punten | aantal stemmen en punten | aantal stemmen en punten | aantal stemmen en punten | aantal stemmen en punten | aantal stemmen en punten | aantal stemmen en punten |
| Liedje                   | Malmö                    | Växjö                    | Norrköping               | Stockholm                | Falun                    | Luleå                    | Göteborg                 | Totaal                   |                          |
| ------------------------ | ------------------------ | ------------------------ | ------------------------ | ------------------------ | ------------------------ | ------------------------ | ------------------------ | ------------------------ | ------------------------ |
| Vågornas sång            | 1 740=1                  | 1 290=1                  | 946=2                    | 1 503=1                  | 518=1                    | 1 239=1                  | 1 647=1                  | 8 883=8                  |                          |
| Sjunde himlen            | 2 182=2                  | 2 166=2                  | 941=1                    | 1 614=2                  | 767=2                    | 1 674=2                  | 2 061=2                  | 11 405=13                |                          |
| We Are All The Winners   | 11 601=6                 | 9 093=6                  | 5 573=6                  | 9 065=6                  | 3 506=6                  | 6 963=6                  | 11 697=6                 | 57 498=42                |                          |
| I dina ögon              | 2 988=4                  | 2 549=4                  | 1 736=4                  | 3 064=4                  | 1 003=4                  | 1 968=4                  | 4 033=4                  | 17 341=28                |                          |
| Eloise                   | 12 349=8                 | 9 716=8                  | 6 705=8                  | 11 695=8                 | 4 419=8                  | 9 101=8                  | 16 933=8                 | 70 918=56                |                          |

## In Millstreet
In Ierland moest Zweden optreden als 13de, voor Ierland en na Frankrijk. Aan het einde van de puntentelling was Zweden 7de geworden met een totaal van 89 punten.
Men ontving van België 10 punten en van Nederland geen punten.

### Gekregen punten

#### Finale
| 12 punten   | 10 punten                      | 8 punten                  | 7 punten                                               | 6 punten   |
| ----------- | ------------------------------ | ------------------------- | ------------------------------------------------------ | ---------- |
|             | - België - Israël - Oostenrijk | - Duitsland - Zwitserland | - Denemarken - Finland - IJsland - Verenigd Koninkrijk | - Slovenië |
| 5 punten    | 4 punten                       | 3 punten                  | 2 punten                                               | 1 punt     |
| - Luxemburg | - Portugal                     |                           |                                                        |            |

### Punten gegeven door Zweden

#### Finale
Punten gegeven in de finale:
| 12 punten | Ierland             |
| 10 punten | Verenigd Koninkrijk |
| 8 punten  | Frankrijk           |
| 7 punten  | IJsland             |
| 6 punten  | Zwitserland         |
| 5 punten  | Nederland           |
| 4 punten  | Malta               |
| 3 punten  | Slovenië            |
| 2 punten  | Portugal            |
| 1 punt    | Denemarken          |